# Peñota (Santurce)

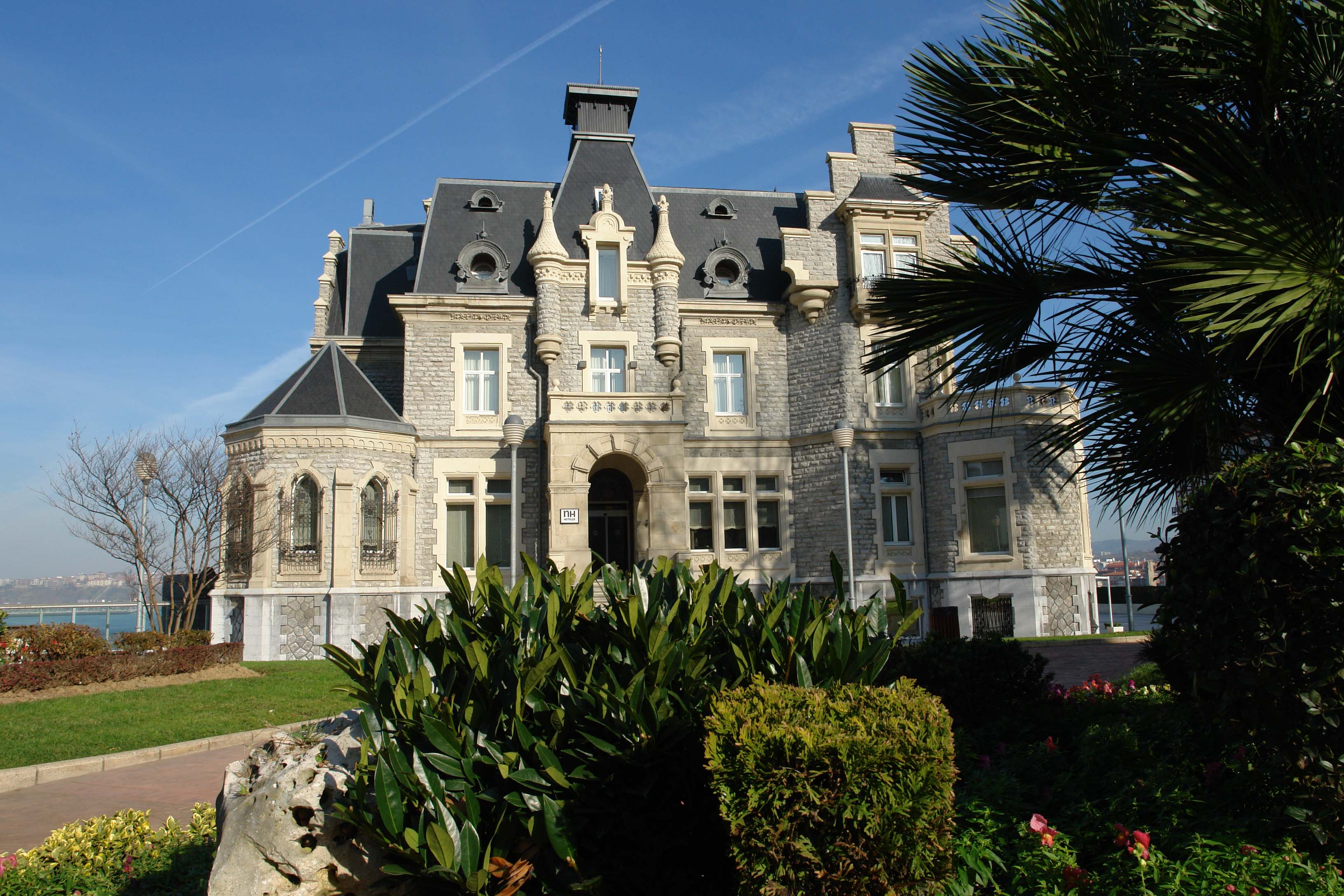
El Palacio de Oriol, convertido en hotel, se encuentra en Peñota.

Peñota es un barrio del municipio  vizcaíno de Santurce en País Vasco (España). El barrio lo compone el grupo San Juan de Dios, la urbanización Peñota, y sus alrededores. El barrio limita con la villa de Portugalete, municipio donde se encuentra la Avenida Peñota.
Hasta el siglo XIX la zona de "La Chicharra" perteneció a Portugalete pero por mayor cercanía al centro de Santurce se incorporó a este municipio siendo la zona de separación la "Peña" o roca existente a la que debe su nombre que con el relleno de la línea de costa ha desaparecido. Queda testimonio de su aspecto anterior en un cuadro del siglo XVIII, del pintor Luis Paret expuesto en el Museo Cerralbo de Madrid. 

## Datos de interés
Actualmente existe una continuidad urbana entre ambos municipios que se refleja en edificios en ambos municipios:
- La Escuela Náutica de la Universidad del País Vasco se encuentra mayoritariamente en Portugalete.
- La estación de Metro de Peñota se encuentra en Portugalete.
- La estación de Renfe de Peñota se encuentra mayoritariamente en Santurce.
- Viviendas.

En la zona se encuentran el Hospital de San Juan de Dios, el Palacio de Oriol (convertido en hotel) y la Escuela Náutica de la Universidad del País Vasco.

## Transporte

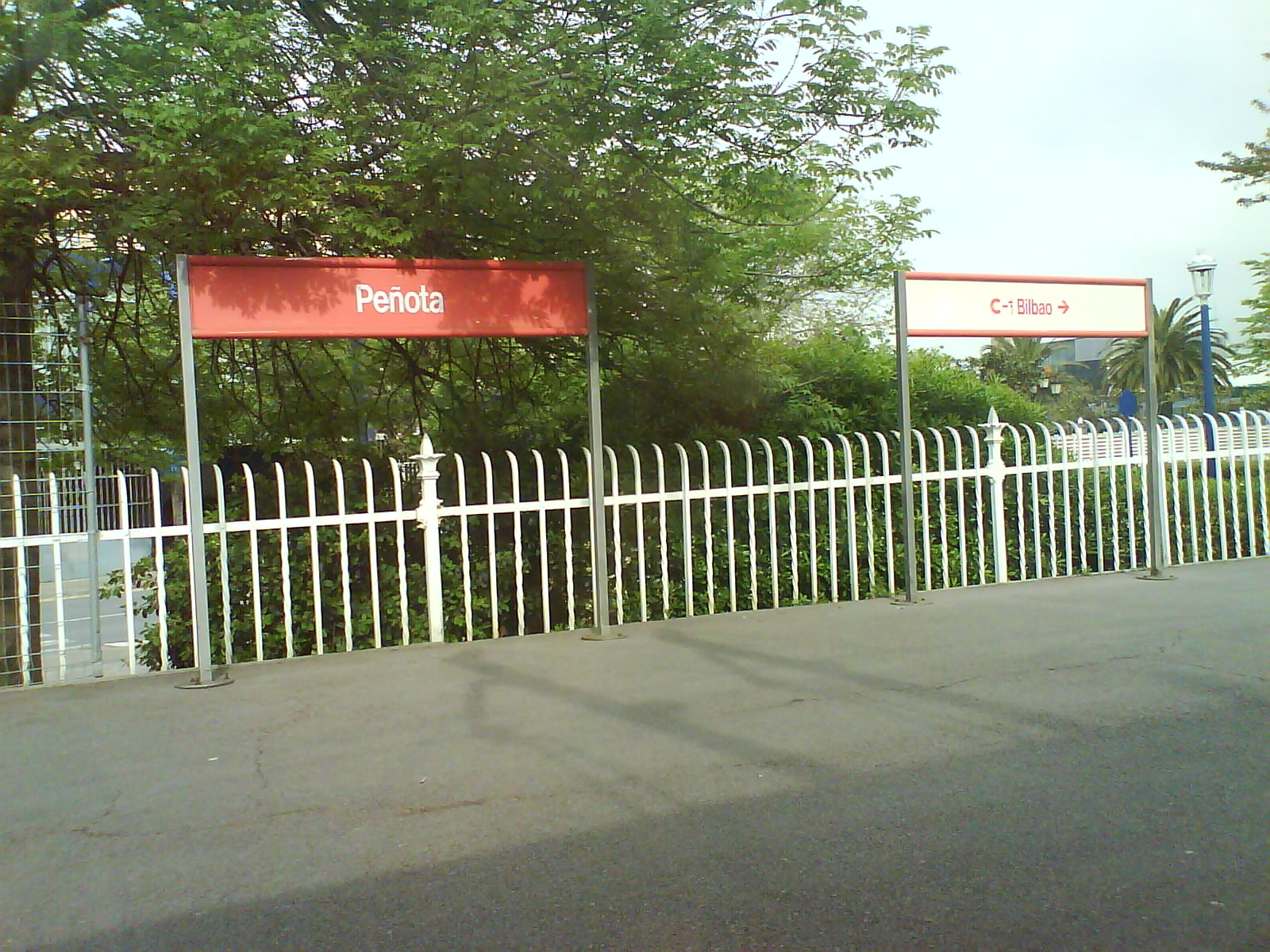
Rótulo de la estación de Peñota de RENFE.

El barrio de Peñota está comunicado por metro, tren y autobús.

### Metro de Bilbao
- Estación de Peñota (Línea 2)

### Renfe Cercanías
- Estación de Peñota (Línea C-1)

- Datos: Q9058927